# Scytodes bilqis
Scytodes bilqis är en spindelart som beskrevs av Rheims, Brescovit och van Harten 2006. Scytodes bilqis ingår i släktet Scytodes och familjen spottspindlar. Inga underarter finns listade i Catalogue of Life.